# Baby (film fra 1989)
 For alternative betydninger, se Baby (flertydig). (Se også artikler, som begynder med Baby)
Baby er en dansk animationsfilm fra 1989 instrueret af Anders Flensborg og Uffe Boesen og efter manuskript af Uffe Boesen og Anders Flensborg.

## Handling
Eksperimenterende tegnefilm. BABY forsvinder ind i TV'et i forældrenes stue. Med sin fjernbetjening zapper han sig omkring i verdener, som han ellers må nøjes med at opleve på afstand. Til sidst dukker han op i et landskab, hvor det nu er forældrenes tur til at 'være på'. BABY slukker for dem - og for os.